# Кошчаке
Кошчаке (словен. Koščake) су насељено место у општини Церкница, Приморско-нотрањска регија, Словенија.

## Историја
До територијалне реорганизације у Словенији биле су у саставу старе општине Церкница.

## Становништво
У попису становништва из 2011. године, Кошчаке су имале 3 становника.
| Број становника према пописима | Број становника према пописима | Број становника према пописима |
| ------------------------------ | ------------------------------ | ------------------------------ |
| 1991                           | 2002                           | 2011                           |
| 2                              | 5                              | 3                              |